# Partido Capitán Sarmiento
Capitán Sarmiento ist ein Partido im Norden in der Provinz Buenos Aires in Argentinien. Laut einer Schätzung von 2019 hat der Partido 16.216 Einwohner auf 617 km². Der Verwaltungssitz ist die Ortschaft Capitán Sarmiento. Der Partido wurde 1877 von der Provinzregierung geschaffen.

## Orte
Capitán Sarmiento ist in 2 Ortschaften und Städte, sogenannte Localidades, unterteilt.
- Capitán Sarmiento
- La Luisa